# Przymus automatyczny
Przymus automatyczny (ang. "automatic squeeze") to w brydżu odmiana przymusu w której nie jest istotne który przeciwnik ma zatrzymania, przymus zaistnieje bez względu na to z której strony znajduje się przymuszony przeciwnik, na przykład:
```
               ♠ 3
               
♥
 A W
               
♦
 -
               ♣ -
         ♠ (A)          ♠ (A)
         
♥
 (K D)          
♥
 (K D)
         
♦
 -            
♦
 -
         ♣ -            ♣ -
               ♠ K
               
♥
 2
               
♦
 A
               ♣ -
```

Rozgrywający gra asa karo i zrzuca z dziadka trójkę pik, niezależnie od tego który z przeciwników ma trzy honory w kolorach starszych, stanie on w przymusie.